# Sphaeromias pictus
Sphaeromias pictus är en tvåvingeart som först beskrevs av Johann Wilhelm Meigen 1818.  Sphaeromias pictus ingår i släktet Sphaeromias och familjen svidknott. Inga underarter finns listade i Catalogue of Life.